# Петнаеста мајевичка ударна бригада
Петнаеста мајевичка народно-ослободилачка ударна бригада је формирана 23. марта 1943. године у Бирчу од три батаљона Мајевичког партизанског одреда и Другог источнобосанског батаљона Шесте источнобосанске ударне бригаде као Мајевичка група ударних батаљона. На дан формирања имала је четири батаљона и пратећу чету са око 700 бораца. Одлуком Врховног команданта НОВ и ПОЈ Јосипа Брозат Тита 11. априла исте године преименована је у Мајевичку народноослободилачку ударну бригаду. Бригада је још два пута променила назив - први пут септембра 1943. када се почело радити на стварању Друге мајевичке бригаде и тада је преименована у Прву мајевичку народноослободилачку ударну бригаду и други пут 17. октобра 1943. године приликом увођења јединствене нумерације бригада НОВЈ у Босни и Херцеговини и тада је преименована у Петнаесту мајевичку народноослободилачку ударну бригаду
Први командант бригаде био је Перо Косорић, а политички комесар Мирко Филиповић, народни хероји.
За своје заслуге током Народноослободилачког рата, бригада је одликована Орденом братства и јединства, 3. јула 1958. године, поводом петнаестогодишњице битке на Сутјесци и Орденом народног хероја.

## Ратни пут Петнаесте мајевичке бригаде
Пред битку на Сутјесци бригада је имала 555 бораца (518 мушкараца и 37 жена). У току битке погинуо је 191 борац бригаде.

## Народни хероји Петнаесте мајевичке бригаде
Борци Петнаесте мајевичке бригаде проглашени за народне хероје Југославије су:
- Петар Боројевић, политички комесар бригадне болнице
- Ратко Вујовић, командант бригаде
- Павле Горанин Илија, заменик политичког комесара бригаде
- Војо Ивановић, командант Четвртог батаљона
- Перо Косорић, први командант бригаде
- Војко Миловановић, заменик команданта Првог батаљона
- Владимир Роловић, руководилац Политодела бригаде
- Мирко Филиповић, први политички комесар бригаде
- Миљенко Цвитковић, командант батаљона